# Cantó de Pointe-à-Pitre-3
El cantó de Pointe-à-Pitre-3 és una divisió administrativa francesa situat al departament de Guadalupe a la regió de Guadalupe.

## Composició
El cantó comprèn part de la comuna de Pointe-à-Pitre.

## Administració
| Període                                  | Identitat       | Partit | Qualitat |
| ---------------------------------------- | --------------- | ------ | -------- |
| 2004-                                    | Marcel Sigiscar | PPDG   |          |
| Les dades anteriors no són pas conegudes |                 |        |          |